# Saint-Privat-de-Vallongue
Saint-Privat-de-Vallongue este o comună în departamentul Lozère din sudul Franței. În 2009 avea o populație de 271 de locuitori.

## Evoluția populației
| An        | 1975 | 1982 | 1990 | 1999 | 2006 | 2009 |
| --------- | ---- | ---- | ---- | ---- | ---- | ---- |
| Populație | 242  | 198  | 255  | 249  | 265  | 271  |